# Bicorn (matemàtiques)
per al barret, vegeu Bicorn.

Bicorn

En geometria, el bicorn és una corba quàrtica racional és definida per l'equació
{\displaystyle y^{2}(a^{2}-x^{2})=(x^{2}+2ay-a^{2})^{2}.}
Té dues cúspides i és simètrica respecte de l'eix d'ordenades.

## Història
El 1864, James Joseph Sylvester va estudiar la corba
{\displaystyle y^{4}-xy^{3}-8xy^{2}+36x^{2}y+16x^{2}-27x^{3}=0}
en connexió amb la classificació d'equacions quíntiques; va anomenar la corba un bicorn perquè té dues cúspides. Arthur Cayley va ampliar l'estudi d'aquesta corba el 1867.

## Propietats
El bicorn és una corba algebraica plana del grau quatre i de gènere zero. Té dos singularitats de cúspide a el pla real, i un punt doble al pla projectiu complex a x=0, z=0. Si es mou x=0 i z=0 a l'origen substituint i realitzant una rotació imaginària entorn de x però substituint ix/z per x i 1/z per y en la corba bicorn, s'obté
{\displaystyle (x^{2}-2az+a^{2}z^{2})^{2}=x^{2}+a^{2}z^{2}.\,}
Aquesta corba, un cargol de Pascal, té un punt doble ordinari a l'origen, i dos nodes a el pla complex, a x = +mn; i z=1.

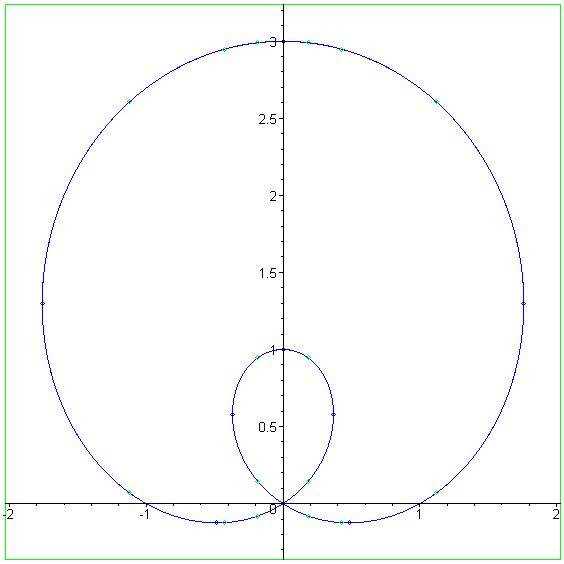
Un bicorn transformat amb a = 1